# Burgau (Bawaria)
Burgau – miasto w Niemczech, w kraju związkowym Bawaria, w rejencji Szwabia, w regionie Donau-Iller, w powiecie Günzburg. Leży około 10 km na wschód od Günzburga, nad rzeką Mindel, przy autostradzie A8, drodze B10 i linii kolejowej Augsburg – Ulm.

## Polityka
Burmistrzem miasta jest Konrad Barm, rada miasta składa się z 20 osób.
|      | CSU | SPD | FWV | Christliche WG | FDP/Freie Bürger | Aktive Bürger | Razem |
| 2008 | 5   | 3   | 5   | 3              | 2                | 2             | 20    |
| 2002 | 6   | 3   | 7   | 3              | 1                | -             | 20    |

### Współpraca
Miejscowości partnerskie:
- Burgau, Austria
- Knöringen, Nadrenia-Palatynat